# Bílé Město

'Bílé Město v Tel-Avivu

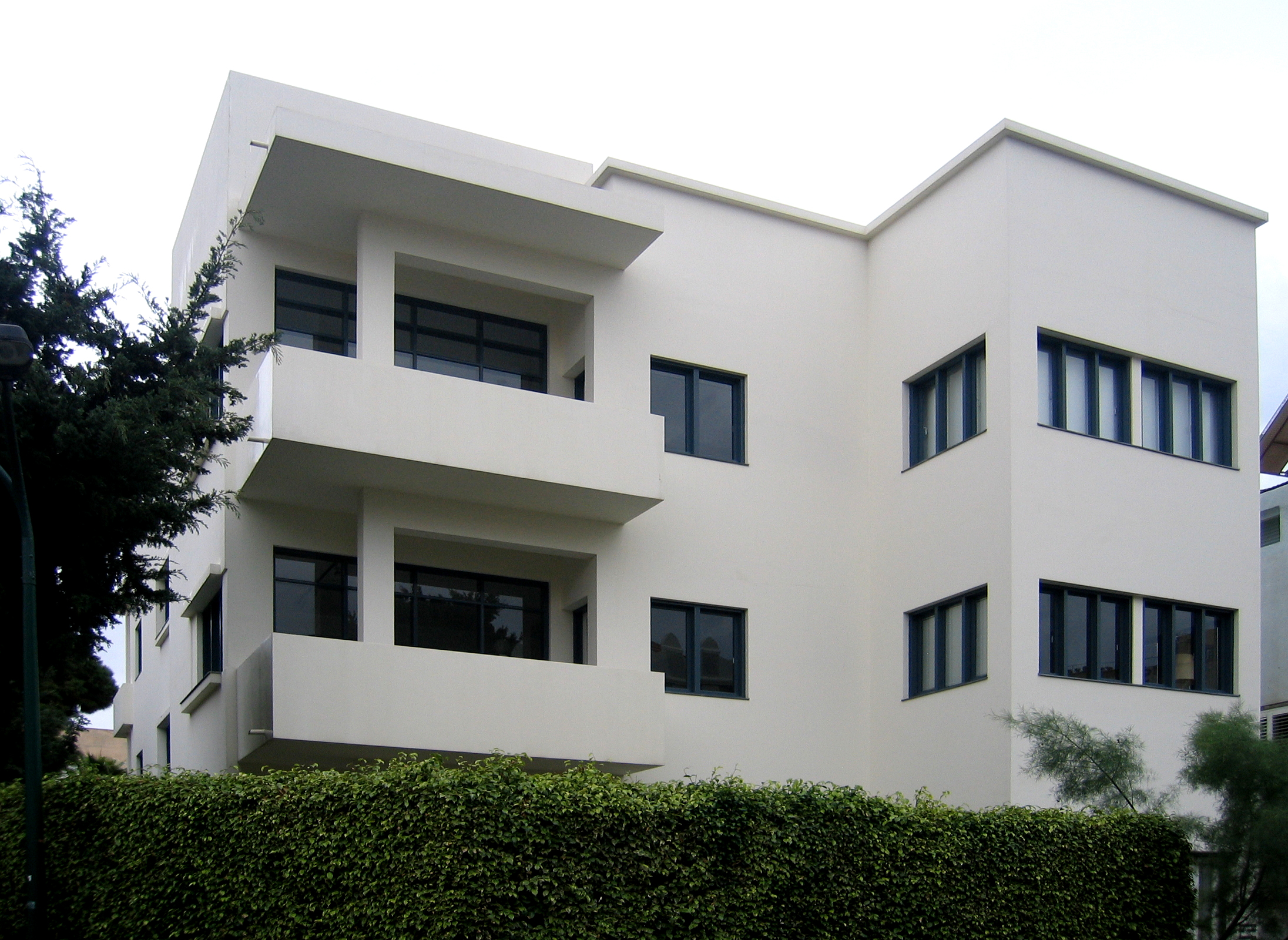
Bauhaus muzeum v Tel Avivu

Bílé Město (hebrejsky העיר הלבנה‎, ha-Ir ha-Levana) je označení pro oblast v Tel Avivu, ve které se nacházejí mnohé vynikající stavby v tzv. mezinárodním slohu, jehož nápadným znakem je zejména použití bílé barvy. Roku 2003 bylo Bílé Město zapsáno jako památka světového dědictví na seznam UNESCO.
Bílé Město je unikátní městská struktura obrovského historického významu – ve městě se nachází okolo 4 000 budov, které byly v mezinárodním slohu postaveny. Velká část budov byla postavena ve 30. a 40. letech 20. století židovskými architekty, kteří přišli z Německa. Část z nich byla žáky školy Bauhaus, nebo jí byli ovlivněni.

## Charakteristika
Tel Aviv byl založen roku 1909 podle moderních plánů a ideje zahradního města. Design města vytvořil na konci 20. let 20. století projektant skotských měst Patrick Geddes.
Jméno „Bílé Město“ pramení zejména z toho, že většina budov v této části města má bílou barvu. Budovy jsou dále typické zvláště tím, že jejich funkčnost je preferována před dekorativností a ornamentálností. Domy byly projektovány jako obydlí, jsou proto obklopeny vegetací a vzhled domů je prostý. Asymetrie domů rovněž vychází z praktického poslání budov.

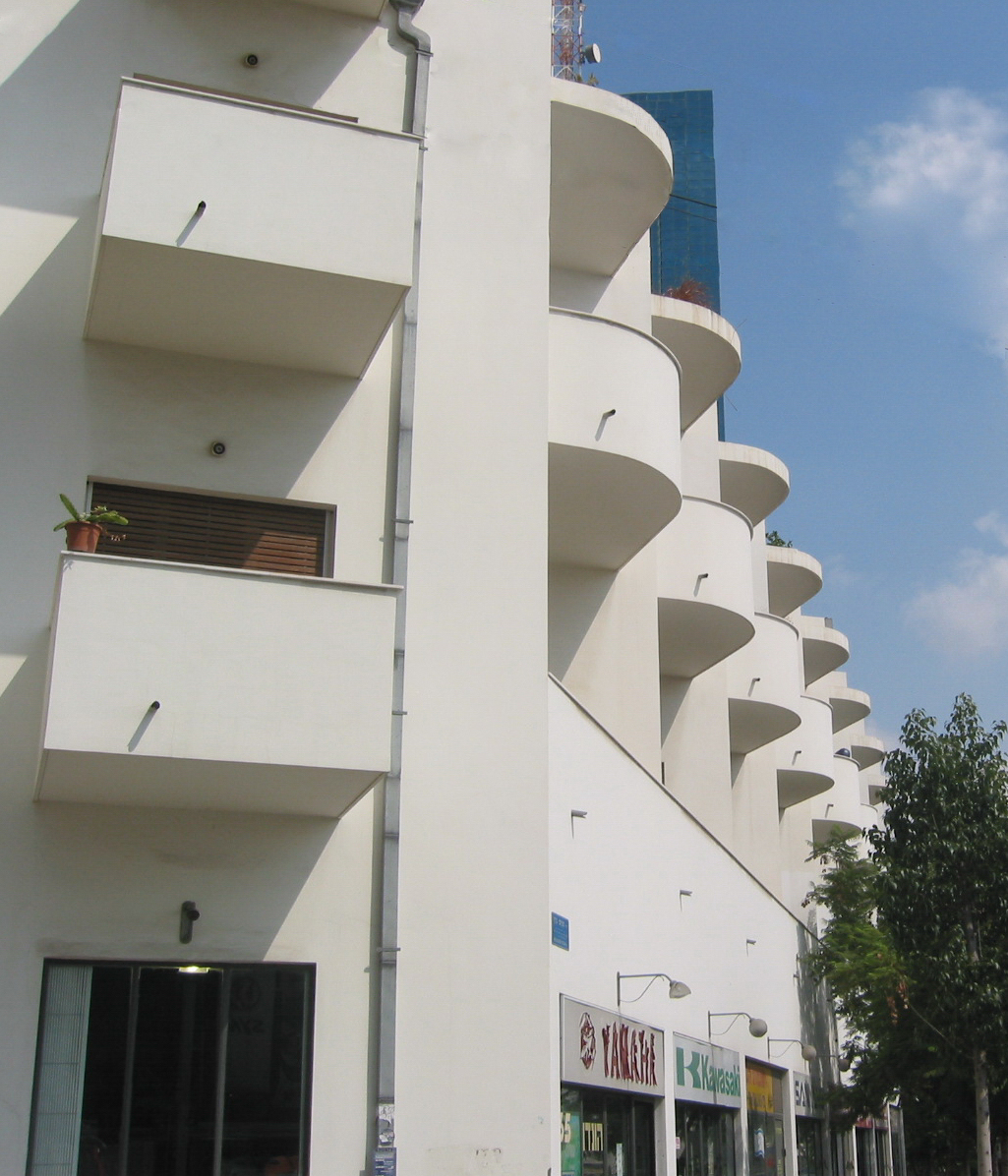
Bejt Rekanatti
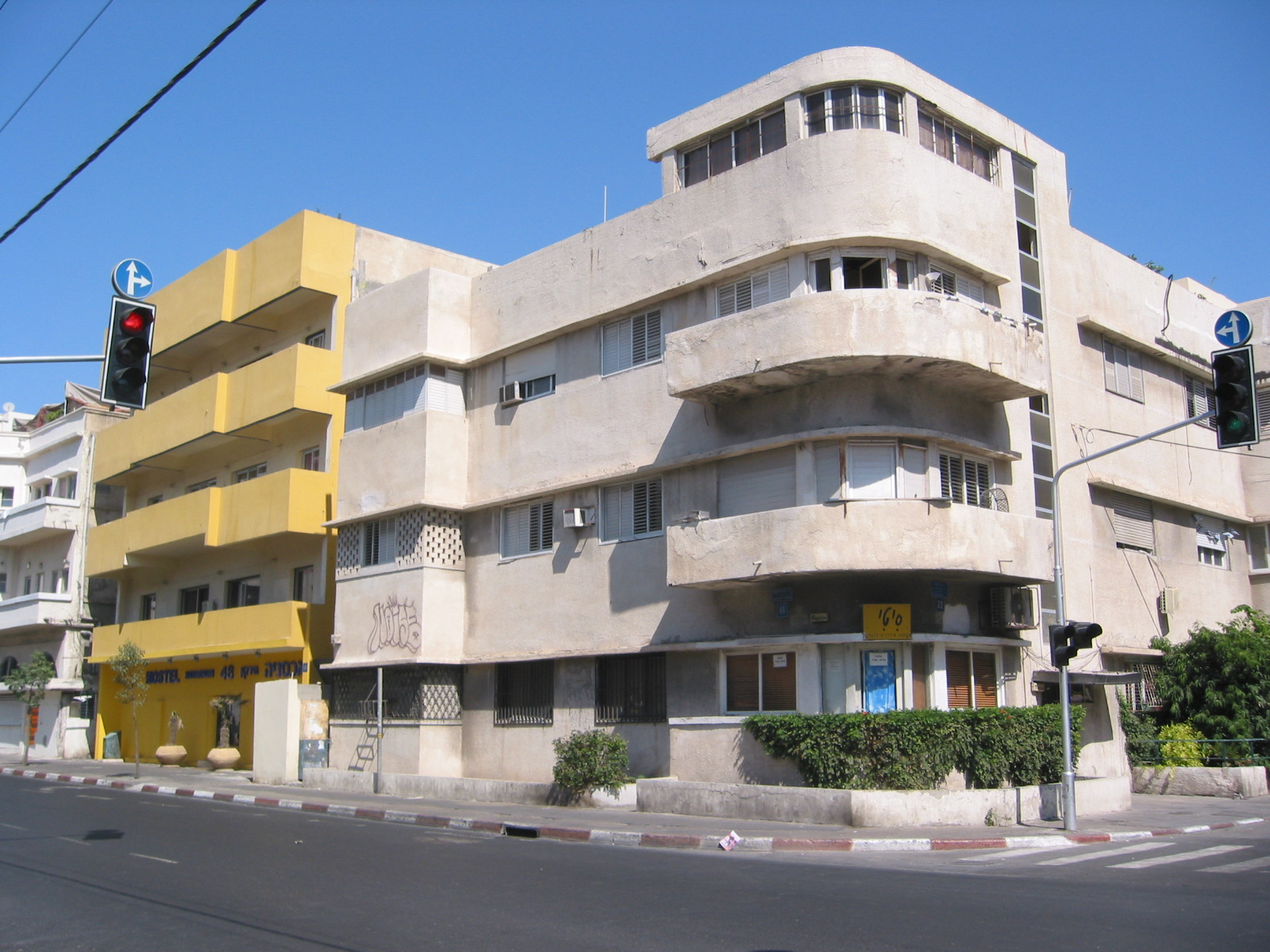
Ulice HaJarkon
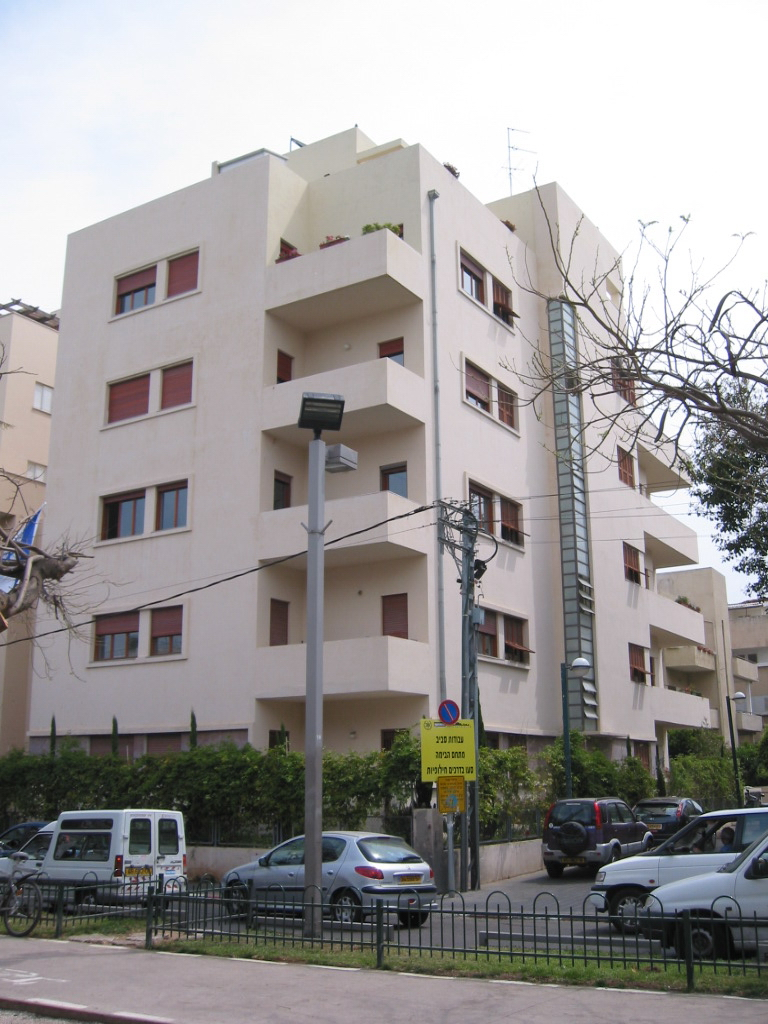
Rothschildův bulvár
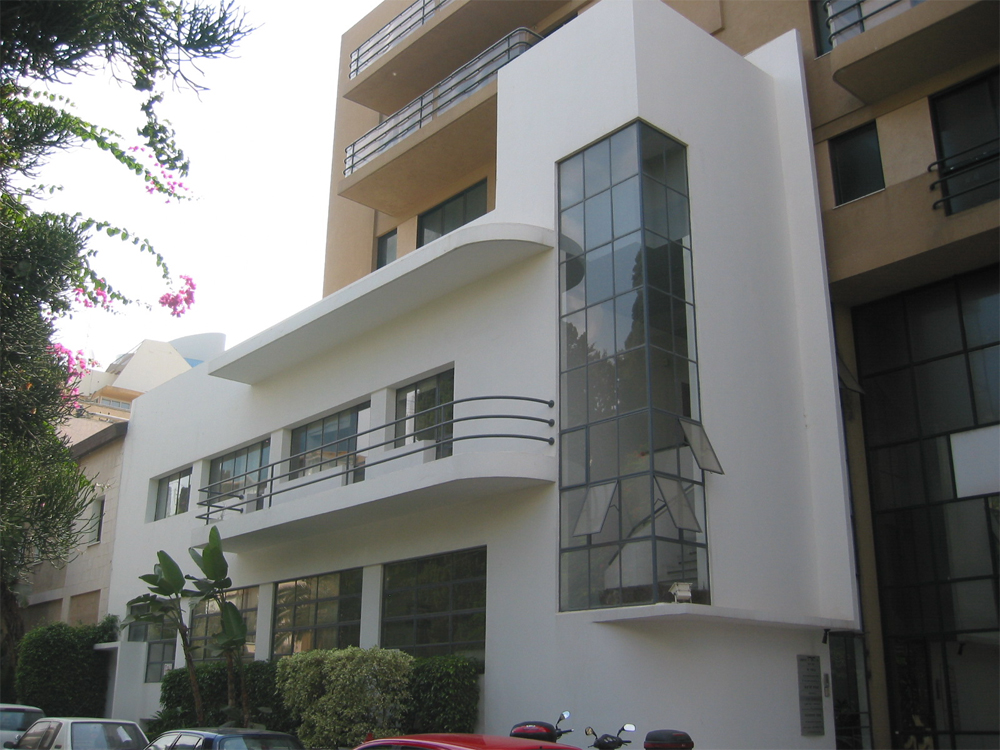
Tiskárna deníku Ha'arec